# دوتور سوریانو
دوتور سوریانو (به پرتغالی: Doutor Severiano) یک شهرستان در برزیل است که در ریو گرانده شمالی واقع شده‌است.

## خصوصیات
دوتور سوریانو   ۲۳۷ متر بالاتر از سطح دریا واقع شده‌است.